# Gare de Pornichet
Gare de Pornichet vasútállomás Franciaországban, Pornichet településen.

## Vasútvonalak
Az állomást az alábbi vasútvonalak érintik:
- Saint-Nazaire-Le Croisic-vasútvonal

## Kapcsolódó állomások
A vasútállomáshoz az alábbi állomások vannak a legközelebb:
- Gare de Saint-Nazaire (Gare de Saint-Nazaire, Saint-Nazaire-Le Croisic-vasútvonal)
- Gare de La Baule-Les Pins (Gare du Croisic, Saint-Nazaire-Le Croisic-vasútvonal)